# Барон Норри
Барон Норри из Веллингтона в Новой Зеландии и Аптона в графстве Глостершир — наследственный титул в системе Пэрства Соединённого королевства. Он был создан 22 августа 1957 года для сэра Уиллоуби Норри (1893—1977). Он занимал должности губернатора Южной Австралии (1944—1952) и генерал-губернатора Новой Зеландии (1952—1957). 
По состоянию на 2024 год носителем титула являлся его старший сын, 2-й барон Норри (род. 1936), который сменил своего отца в 1977 году.

## Бароны Норри (1957)
- 1957—1977: Генерал-лейтенант Чарльз Уиллоуби Мок Норри, 1-й барон Норри (26 сентября 1893 — 25 мая 1977), сын Джорджа Эдварда Мока Норри (1858—1920)[1];
- 1977 — настоящее время: Джордж Уиллоуби Мок Норри, 2-й барон Норри (род. 27 апреля 1936), старший сын предыдущего[2];
  - Наследник титула: достопочтенный Марк Уиллоуби Джон Норри (род. 31 марта 1972), единственный сын предыдущего[3];
    - Наследник наследника: Арчи Майкл Джордж Норри (род. 26 апреля 2001), старший сын предыдущего[4].